# Philipp Fischer (Mediziner)
Philipp Fischer (* 1. Mai 1744 in Hörgertshausen; † 2. August 1800 in Ingolstadt) war ein deutscher Doktor der Medizin, kurfürstlicher Leibarzt von Maximilian III. Joseph von Bayern und Universitätsprofessor in Ingolstadt.

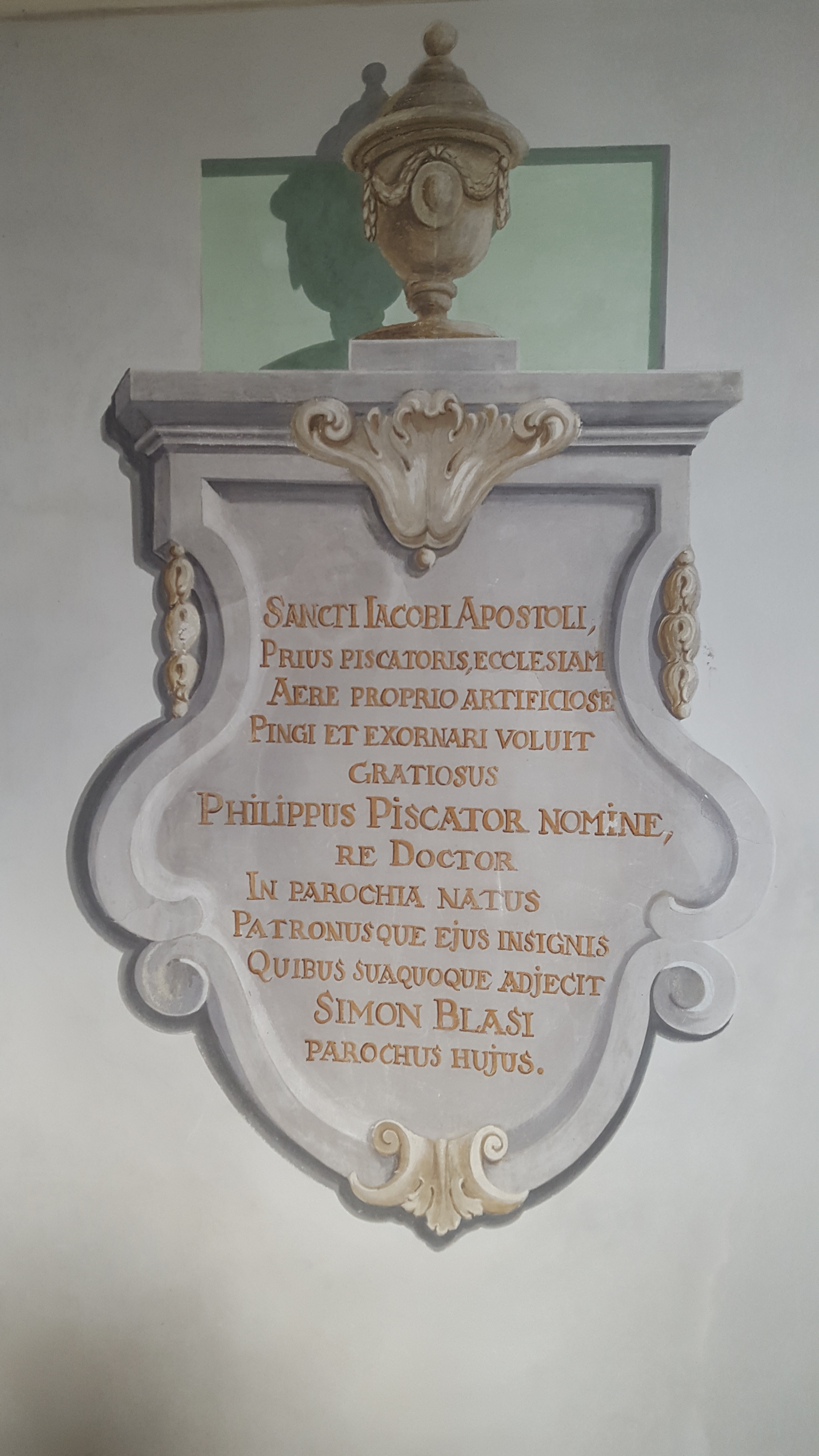
Gedenkfresko für Philipp Fischer

## Herkunft
Er stammte aus einfachen Verhältnissen aus dem damals niederbayerischen Ort Hörgertshausen. Sein Vater war ein ortsansässiger Landwirt.

## Leben

### Schullaufbahn
Nachdem er vom örtlichen Dekan Lateinunterricht erhalten hatte, besuchte er das Domgymnasium in Freising. Den Unterhalt hierfür erwarb er sich durch Nachhilfestunden an seine Mitschüler. Am Gymnasium lernte er den kurfürstlichen Rat und Kanonikus Heinrich Braun kennen, der ihn nach Erlangen des Abiturs mit auf eine Reise durch die Schweiz nahm. Dort machte er Bekanntschaft mit einigen Ärzten und er wollte daraufhin Medizin studieren.

### Studienlaufbahn
Von 1763 bis 1765 studierte er in Salzburg Philosophie und Mathematik und schloss mit dem Titel eines Bakkalaureus ab. Durch den Protomedicus von Wolter wurde er mit einem kurfürstlichen Stipendium an der medizinischen Fakultät der Universität Ingolstadt aufgenommen und widmete sich vier Jahre dem Studium der Medizin und der Feldchirurgie. Nach dem Ablegen seiner Prüfungen in München kam er durch von Wolter und des Kurfürsten Maximilian III. Joseph in den Genuss sich auf einer sechsjährigen, vom Kurfürsten bezahlten Studienreise weiterzubilden. Zwei Jahre verbrachte er an der Universität Straßburg und hörte dort u. a. Johann Friedrich Lobstein. 1772 begab er sich nach Nancy und lernte dort Jadelot kennen. Kurz darauf besuchte er alle Krankenhäuser in Paris und hörte die Vorlesungen der Professoren Portal, Félix Vicq d’Azyr, Dessault und Beaudeloque. Auch wohnte er den Verterinärvorlesungen d’Aubetons bei. Seine Reise führte ihn weiter über London und Edinburgh zu Koryphäen der Medizin, Chemie und Physik. In Edinburgh erhielt er 1776 ein Diplom und wurde Mitglied der Royal Medical Society. Seine Rückreise führte über Oxford, Rotterdam, Leyden, Amsterdam und Utrecht und viele deutsche Städte, wo er überall an Vorlesungen teilnahm und Freundschaften schloss.

### Berufslaufbahn
Am Ende des Jahres 1776 war er wieder in Ingolstadt zurück und begann sich auf seine Doktorarbeit mit dem Titel "Dissertatio medico-forensis: An deligatio funiculi umbilicalis in neonatis absolute sit necessaria?" vorzubereiten. Am 1. Februar 1777 verteidigte er sie insgesamt mit einem solchen Erfolg, dass er nicht nur die Genehmigung für eine Praxis erhielt, sondern auch den Titel eines Medizinalrates erhielt. Nach dem Tod Maximilian III. Josephs am 30. Dezember 1777 blieb ihm der Titel des Leibarztes und ein Verdienst von 400 Gulden. Am 27. Oktober 1778 wurde er Mitglied der Bayerischen Akademie der Wissenschaften. 1779 erhielt er den Ruf eines ordentlichen Professors an der Universität Ingolstadt. 1782 übernahm er das Amt als Lehrer der Chirurgie, übernahm aber erst nach Steblers Tod 1789 dessen Besoldung. 1793 und kurz darauf hatte er zwei Schlaganfälle und litt an Depressionen. Erst 1797 konnte er die Stelle als Dekan an der medizinischen Fakultät übernehmen, lehnte aber den Rektortitel ab. Ab 1798 wurde sein Gesundheitszustand rapide schlechter und er war oftmalig bettlägerig, bis er am 2. August 1800 starb. Er wurde in Ingolstadt beerdigt. Heute erinnert noch ein Gedenkstein an Prof. Dr. Philipp Fischer in der Allerseelenkapelle in der Pfarrkirche St. Jakobus der Ältere und eine nach ihm benannte Straße in Hörgertshausen.

## Wohltätigkeit
Der bis zu seinem Tode unverheiratete und kinderlose Philipp Fischer war sehr auf das Wohl seiner Mitmenschen bedacht. Er behandelte viele arme Patienten ohne Bezahlung und spendete viel für Bedürftige. Vor allem sein Testament ließ seine christliche Gesinnung erkennen.
- Spende an die Pfarrei Hörgertshausen für die Ausstattung der Pfarrkirche St. Jakobus der Ältere (1790)
- Seine sehr wertvolle Bibliothek vermachte er nach seinem Tod der Universität Ingolstadt (500 Bände), die geisteswissenschaftlichen Schriften erhielt das fürstbischöfliche Lyceum Freising und die anderen Bücher wurden seinen Freunden oder armen Medizinstudenten gegeben.
- Gründung des Philipp Fischer Wohltätigkeitsfonds in Hörgertshausen zur Unterstützung Bedürftiger mit einer Summe von 1910 Gulden (1804–1952) und Errichtung eines Hauses für gebrechliche Menschen in Hörgertshausen(1800)
- Geldspende für den Kirchenfonds St. Alban
- Die in seinem Besitz befindlichen Schuldscheine wurden den Schuldnern ohne Forderungen zurückgegeben (1800)

## Schriften (Auswahl)
- Fischer, Ph.; et al.: Von dem Geiste der Beobachtung in natürlichen Dingen. 1782
- Fischer, Ph.; et al.: Von der Gebrechlichkeit des menschlichen Verstandes. 1790